# Campionatele europene de gimnastică feminină din 1987
Campionatele europene de gimnastică feminină din 1987, care au reprezentat a șaisprezecea ediție a competiției gimnasticii artistice feminine a "bătrânului continent", au avut loc în orașul Moscova din Rusia, atunci capitala Uniunii Sovietice.
Datorită valorii mondiale a gimnasticii europene, campionatele europene de gimnastică feminină au coincis, pentru foarte mulți ani, cu replica sa mondială.